# Kaitlin Keough
Kaitlin (Katie) Keough (geboortenaam Antonneau) (Racine (Wisconsin), 1 januari 1992) is een Amerikaans voormalig wielrenster. Ze was vooral gespecialiseerd in het veldrijden. Ze is op 19 augustus 2017 getrouwd met Luke Keough.

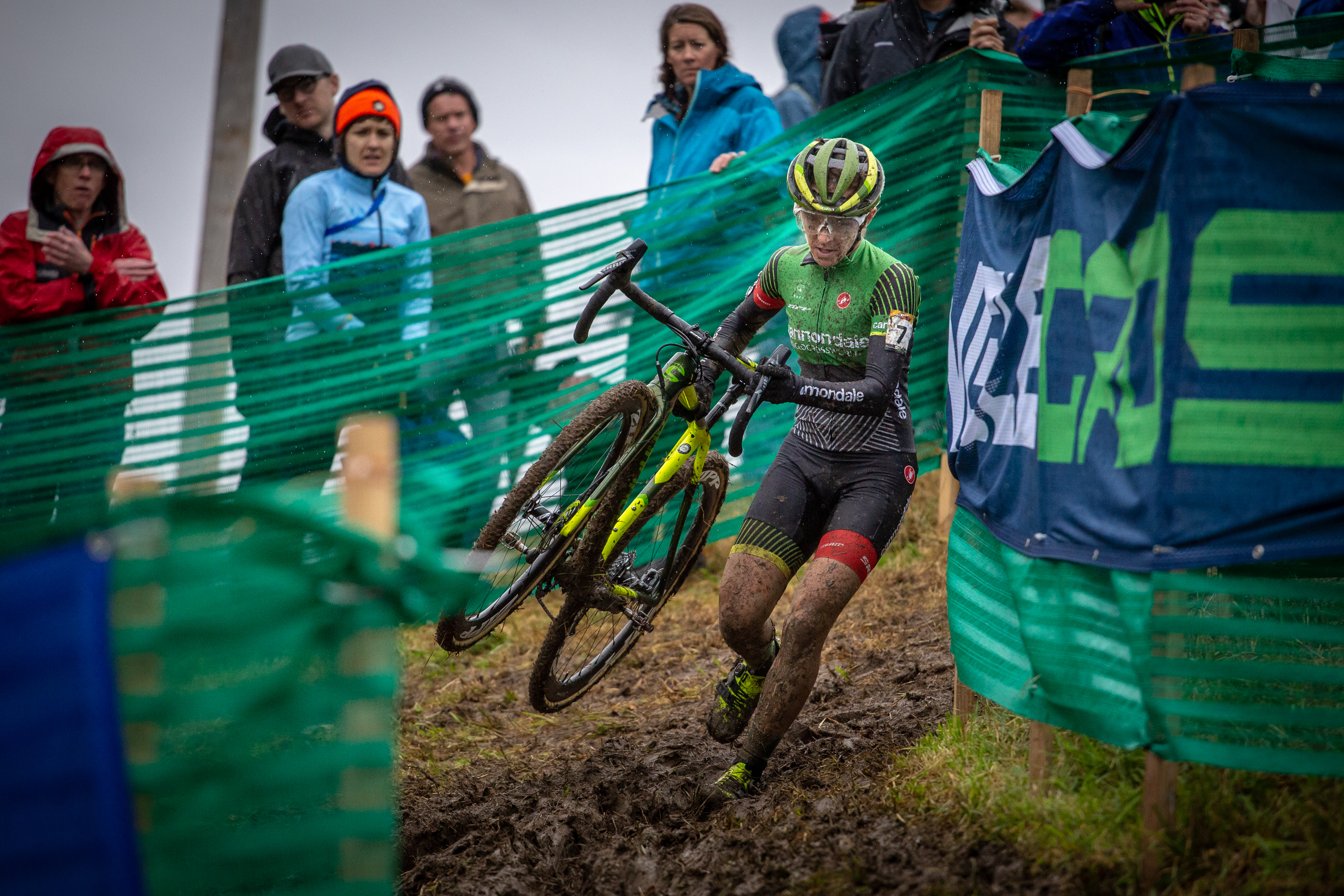
Keough won de WB-veldrit in Iowa in 2018

Op 29 september 2018 won ze in eigen land de wereldbeker veldrit in Iowa, voor Evie Richards en Marianne Vos. Een half jaar eerder eindigde ze als tweede in het eindklassement van de wereldbeker veldrijden 2017-2018. Ze behaalde diverse podiumplekken op de nationale Amerikaanse kampioenschappen veldrijden en op de Pan-Amerikaanse kampioenschappen veldrijden. Tijdens de Wereldkampioenschappen veldrijden behaalde ze vijf keer de top tien, met een zesde plaats op het WK 2018 in Valkenburg aan de Geul als beste resultaat.
In 2018 won ze de Dirty Kanza gravelwedstrijd.
Tijdens de seizoenen 2019-2020 en 2020-2021 had ze te kampen met een vormdip, waardoor ze onder andere de wereldkampioenschappen veldrijden 2020 in Dübendorf moest overslaan. In oktober 2021, enkele dagen voor de wereldbeker veldrit in Iowa die ze drie jaar eerder wist te winnen, maakte ze bekend te stoppen als actief renster.

## Palmares

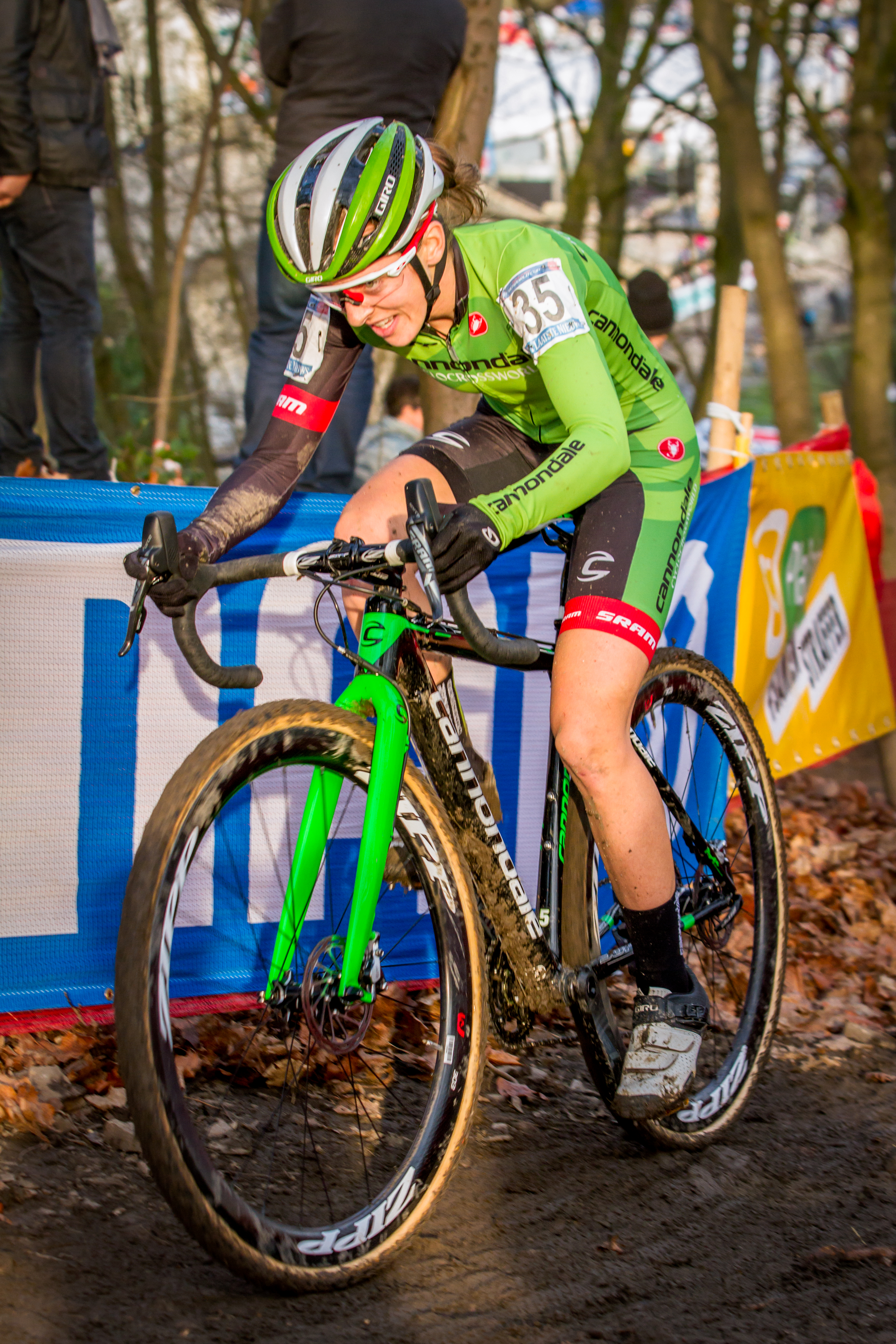
Keough in de Citadelcross 2015 in Namen

### Wegwielrennen
2013 - 2 zeges
- Amerikaans kampioene op de weg, beloften
- Amerikaans kampioene tijdrijden, beloften

2016 - 1 zege
- 3e etappe Cascade Cycling Classic

### Veldrijden
| Seizoen   | Wereldbeker | Superprestige | Bpost Trofee | WK  | PK     | AK     | Overige                                                                  | Totaal aantal zeges |
| --------- | ----------- | ------------- | ------------ | --- | ------ | ------ | ------------------------------------------------------------------------ | ------------------- |
| 2010-2011 |             |               |              | 30e | NVT    |        |                                                                          | 0                   |
| 2011-2012 |             |               |              | 26e | NVT    | Zilver |                                                                          | 0                   |
| 2012-2013 |             |               |              | 10e | NVT    | 9e     |                                                                          | 0                   |
| 2013-2014 |             |               |              | 13e | NVT    | 7e     |                                                                          | 0                   |
| 2014-2015 |             |               |              | 13e | 4e     | Zilver |                                                                          | 0                   |
| 2015-2016 |             |               |              | 8e  | Zilver | Brons  | Ellison Park, Waterloo                                                   | 2                   |
| 2016-2017 |             |               |              | 10e | 12e    | Brons  | Rochester, Waterloo                                                      | 2                   |
| 2017-2018 |             |               |              | 6e  | Zilver | Brons  | Rochester, Iowa City, Thompsonville, Baltimore 1, Baltimore 2, Covington | 6                   |
| 2018-2019 | Iowa        |               |              | 7e  | Brons  |        | Warwick 1, Warwick 2                                                     | 3                   |
|           |             |               |              |     |        |        |                                                                          |                     |
| Totaal    | 1           | 0             | 0            | 0   | 0      | 0      | 12                                                                       | 13                  |